# Eggenberggraben
Der Eggenberggraben ist ein 0,8 Kilometer langer Waldbach im Gebiet der Marktgemeinde Gratkorn im Bezirk Graz-Umgebung in der Steiermark. Er entspringt im östlichen Grazer Bergland und mündet von links kommend in den Haritzbach.

## Verlauf
Der Eggenberggraben entsteht in einem Waldgebiet am Nordhang des Eggenbergs, südlich der Rotte Unterfriesach und nordöstlich des Dorfes Eggenfeld auf etwa 619 m ü. A.
Der Bach fließt anfangs relativ gerade nach Nordnordosten, wobei er zwei Waldwege quert, ehe er nach rund 250 Metern auf einen relativ geraden Nordnordwestkurs schwenkt. Diesem Verlauf folgt er für rund 380 Meter, bis er einen weiteren Waldweg quert und anschließend nach Nordnordtost abbiegt. Auf diesem Kurs bleibt er bis zu seiner Mündung, wobei er den Verlauf des zuvor gequerten Waldweges folgt. Der Bach fließt in durch einen Graben, der sowohl im Osten als auch im Westen vom Eggenberg gebildet wird.
Nach gut 0,8 Kilometer langem Lauf mündet der Bach mit einem mittleren Sohlgefälle von rund 25 % etwa 204 Höhenmeter unterhalb seines Ursprungs, etwa 450 Meter südöstlich Rotte Unterfriesach und etwa 50 Meter südlich des Haritzweges in den Haritzbach.
Auf seinem Lauf nimmt der Eggenberggraben keine anderen Wasserläufe auf.